# Gustave d'Amécourt

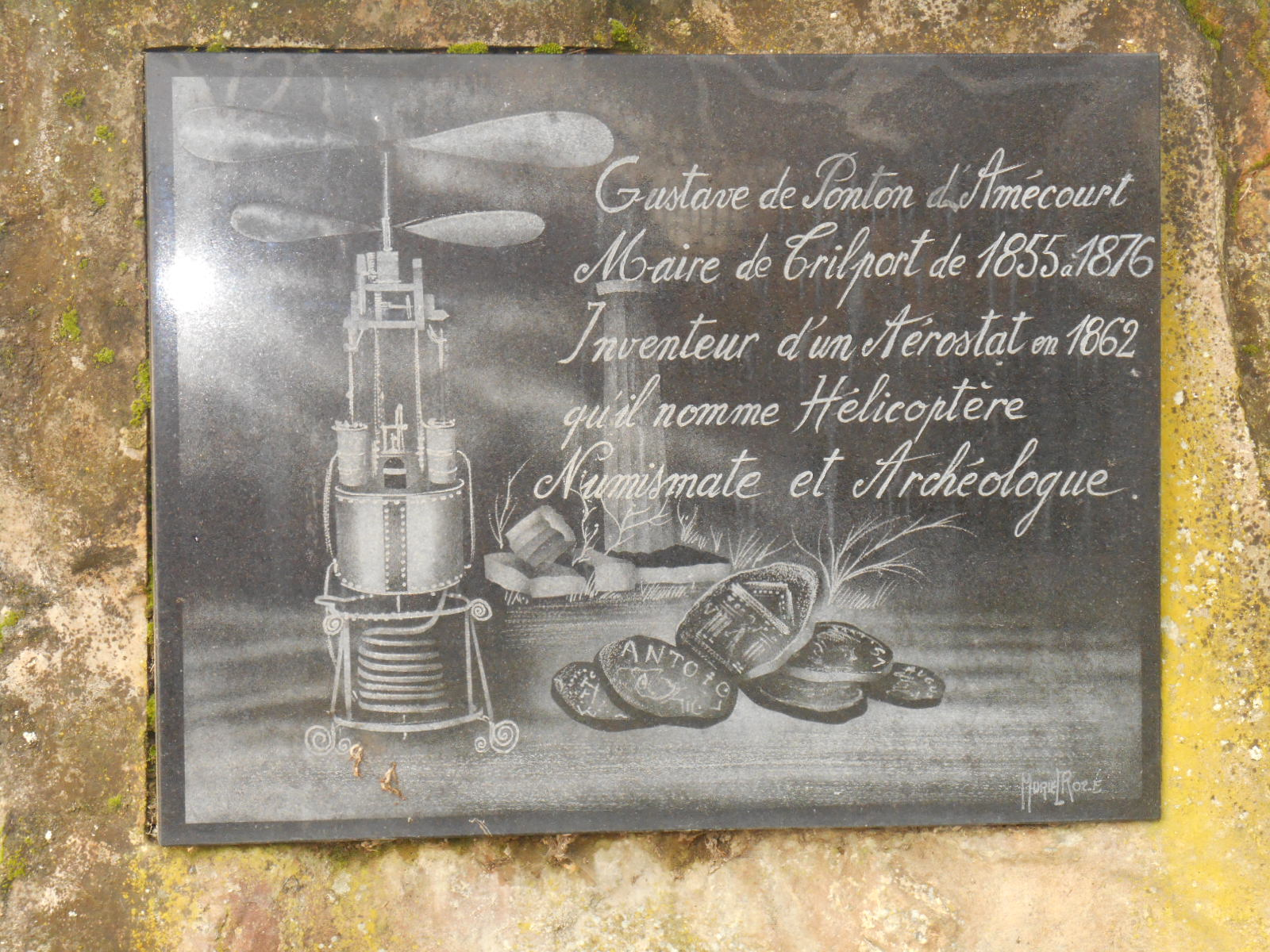
Placa em homenagem a Gustave d'Amécourt na cidade de Trilport onde ele foi prefeito.

O visconde Gustave Ponton d'Amécourt (✰ Paris, 16 de agosto de 1825;  ✝ Seine-et-Marne, 1888) foi um numismata e arqueólogo francês.
Ele foi fundador e presidente da sociedade francesa de numismática e um de seus presidentes. Seus estudos profundos sobre as moedas da dinastia merovíngia, foram entregues à Société Historique et Archéologique du Maine da qual ele era membro. 

## Formação
Amigo de Félix Nadar e Júlio Verne, Gustave d'Amécourt foi um precursor e incentivador nos estudos de ambos. Erudito, estudou matemática, sânscrito, grego e latim, recebeu a comenda da Legião de Honra.

## Contribuição para a aviação

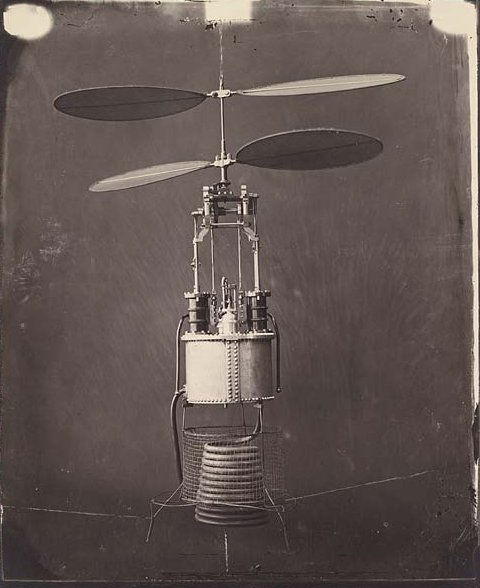
A "hélice de Amécourt", fotografada por Nadar.

O termo "helicóptero" foi criado por Gustave d'Amécourt, tendo como base as palavras gregas Helikos (hélice) e pteron (asa).
Esse termo foi usado oficialmente em pedidos de patente, primeiro na França em 3 de abril de 1861, depois na Inglaterra em 3 de agosto de 1861, sendo concedido apenas em 16 de julho de 1862.
Junto com Guillaume de La Landelle, Gustave d'Amécourt construiu um pequeno protótipo de helicóptero movido a vapor, sendo a caldeira desse motor a vapor uma das primeiras utilizações do alumínio.
Júlio Verne leu uma brochura publicada em 1863, onde Gustave descrevia sua invenção. Essa leitura serviu de inspiração na criação do romance de ficção científica Robur le conquérant publicado em 1885.